# Palma Sola, Villa de Tututepec de Melchor Ocampo
Palma Sola är en ort i Mexiko.   Den ligger i kommunen Villa de Tututepec de Melchor Ocampo och delstaten Oaxaca, i den sydöstra delen av landet, 400 km söder om huvudstaden Mexico City. Palma Sola ligger 30 meter över havet och antalet invånare är 146.
Terrängen runt Palma Sola är kuperad norrut, men söderut är den platt. Runt Palma Sola är det ganska glesbefolkat, med 34 invånare per kvadratkilometer. Närmaste större samhälle är Santa Rosa de Lima, 2,3 km söder om Palma Sola. Omgivningarna runt Palma Sola är en mosaik av jordbruksmark och naturlig växtlighet.